# Górna Wolta na Letnich Igrzyskach Olimpijskich 1972
Górną Woltę na Letnich Igrzyskach Olimpijskich 1972 reprezentował jeden zawodnik.

## Skład kadry

### Lekkoatletyka
- André Bicaba

bieg na 100 m (odpadł w eliminacjach)